# Comuni dell'Estonia
I comuni dell'Estonia (in estone omavalitsus) costituiscono la suddivisione territoriale di secondo livello del Paese, dopo le contee, e ammontano a 79, di cui 15 urbani o città (linn, plurale linnad) e 64 rurali (vald, plurale vallad).
Attualmente, dopo che è stata completata una riforma amministrativa nell'ottobre 2017, ci sono un totale di 79 comuni. 51 delle attuali municipalità sono il risultato di fusioni, 28 rimangono invariate. Dopo la riforma i piccoli comuni con meno di 5 000 abitanti sono stati ridotti da un numero di 169 a 15. Il numero dei consiglieri è stato ridotto da 2 026 a 1 019. 
Ogni comune è un'unità di autogoverno con il proprio corpo rappresentativo ed esecutivo. I comuni estoni coprono l'intero territorio del paese. Ogni comune può includere più centri abitati, alcuni comuni sono divisi in distretti (in estone linnaosa, plurale linnaosad) con limitati poteri di governo, ad esempio Tallinn è suddivisa in 8 distretti (Haabersti, Kesklinn, Kristiine, Lasnamäe, Mustamäe, Nõmme, Pirita, Põhja-Tallinn).
Le dimensioni dei comuni vanno da Tallinn con circa 400 000 abitanti a Ruhnu che ne ha circa 68. Molti dei comuni con meno di 3 000 abitanti hanno costituito rapporti di cooperazione per l'erogazione di servizi e per la gestione congiunta delle funzioni amministrative.

## Profili istituzionali

### Struttura di governo
In ogni comune dispone di un organo di governo locale e di un consiglio.
Il consiglio (in estone volikogu) è un organo rappresentativo eletto dai residenti e resta in carica per un periodo di tre anni. I membri del consiglio eleggono un presidente (in estone volikogu esimees) che rappresenta il comune.
Il governo locale (in estone valitsus) è un organo esecutivo costituito dal consiglio e guidato da un sindaco (in estone linnapea nelle comuni urbani e vallavanem nei comuni rurali), che rimane in carica per tre anni. Le cariche di sindaco e di presidente del consiglio non possono essere ricoperte dalla stessa persona; gli altri membri del governo sono scelti dal sindaco e devono essere approvati dal consiglio.

### Struttura territoriale
La legislazione estone è assai precisa nella definizione dello status dei vari nuclei abitati, anche se questa categorizzazione non corrisponde necessariamente alla struttura amministrativa:
- Città (in estone linn): è la categoria che raccoglie i centri urbani, definiti tali in base a criteri storici e, quindi, indipendentemente dalla popolazione. Ve ne sono di poche migliaia di abitanti, a volte poche centinaia. Generalmente ogni città corrisponde a un comune cittadino, ma ve ne sono numerose che invece sono parte di un comune rurale: in questi casi, ne sono capoluogo.
- Cittadina (in estone alev): si tratta di centri urbani di modeste dimensioni, ma tuttavia amministrativamente autonomi. Sono comuni rurali, ma dal territorio estremamente ristretto, coincidente (salvo rare eccezioni) con quello urbano: tale condizione è espressa dalla lingua estone dal composto alevvald, che unisce il termine che identifica la cittadina a quello che indica il comune rurale.
- Borgo (in estone alevik): villaggi o comunque centri abitati di modeste dimensioni, sia dal punto di vista territoriale sia da quello della popolazione (poche centinaia di abitanti, spesso anche meno). Possono essercene più di uno all'interno di un comune rurale.
- Località (in estone küla): villaggi di minuscole dimensioni, spesso con poche decine di abitanti. Si tratta di insediamenti agricoli sparsi in tutto il territorio estone; ogni comune rurale ne raccoglie più di uno, in numero variabile da poche unità a diverse decine (il comune con più küla è Rõuge: 108). Anche una località può essere capoluogo comunale: questa accade di norma quando nello stesso comune non c'è nessun borgo o città, ma esistono eccezioni.

## Lista
Sono indicati in grassetto i comuni urbani. I dati relativi alla popolazione si riferiscono al 2019.

### Harjumaa
| Mappa | Stemma | Comune      | Popolazione |
| ----- | ------ | ----------- | ----------- |
|       |        | Anija       | 6 159       |
|       |        | Harku       | 14 704      |
|       |        | Jõelähtme   | 6 516       |
|       |        | Keila       | 9 910       |
|       |        | Kiili       | 5 403       |
|       |        | Kose        | 7 138       |
|       |        | Kuusalu     | 6 446       |
|       |        | Lääne-Harju | 12 507      |
|       |        | Loksa       | 2 576       |
|       |        | Maardu      | 15 332      |
|       |        | Raasiku     | 5 006       |
|       |        | Rae         | 19 677      |
|       |        | Saku        | 10 095      |
|       |        | Saue        | 22 050      |
|       |        | Tallinn     | 434 562     |
|       |        | Viimsi      | 19 979      |

Comuni soppressi nel 2017
Paldiski, Saue (urbano), Aegviidu, Keila (comune rurale), Kernu, Nissi, Padise, Vasalemma.

### Hiiumaa
| Mappa | Stemma | Comune  | Popolazione |
| ----- | ------ | ------- | ----------- |
|       |        | Hiiumaa | 9 387       |

Comuni soppressi nel 2017
Emmaste, Käina, Pühalepa, Hiiu.

### Ida-Virumaa
| Mappa | Stemma | Comune       | Popolazione |
| ----- | ------ | ------------ | ----------- |
|       |        | Alutaguse    | 4 714       |
|       |        | Jõhvi        | 12 056      |
|       |        | Kohtla-Järve | 33 743      |
|       |        | Lüganuse     | 8 552       |
|       |        | Narva        | 55 249      |
|       |        | Narva-Jõesuu | 2 620       |
|       |        | Sillamäe     | 15 719      |
|       |        | Toila        | 4 735       |

Comuni soppressi nel 2017
Kiviõli, Alajõe, Aseri, Avinurme, Iisaku, Illuka, Kohtla, Kohtla-Nõmme, Lohusuu, Mäetaguse, Sonda, Tudulinna, Vaivara.

### Järvamaa
| Mappa | Stemma | Comune | Popolazione |
| ----- | ------ | ------ | ----------- |
|       |        | Järva  | 8 910       |
|       |        | Paide  | 10 590      |
|       |        | Türi   | 10 786      |

Comuni soppressi nel 2017
Albu, Ambla, Imavere, Järva-Jaani, Kareda, Koeru, Koigi, Paide (comune rurale), Roosna-Alliku, Väätsa.

### Jõgevamaa
| Mappa | Stemma | Comune    | Popolazione |
| ----- | ------ | --------- | ----------- |
|       |        | Jõgeva    | 13 513      |
|       |        | Mustvee   | 5 469       |
|       |        | Põltsamaa | 9 752       |

Comuni soppressi nel 2017
Jõgeva (urbano), Kasepää, Pajusi, Pala, Palamuse, Puurmani, Põltsamaa (urbano), Saare, Tabivere, Torma.

### Lääne-Virumaa
| Mappa                        | Stemma | Comune       | Popolazione |
| ---------------------------- | ------ | ------------ | ----------- |
| Eesti Haljala vald 2017      |        | Haljala      | 2 431       |
| Eesti Kadrina vald 2017      |        | Kadrina      | 5 009       |
| Eesti Rakvere linn 2017      |        | Rakvere      | 15 526      |
| Eesti Rakvere vald 2017      |        | Rakvere      | 2 082       |
| Eesti Tapa vald 2017         |        | Tapa         | 9 448       |
| Eesti Väike-Maarja vald 2017 |        | Väike-Maarja | 4 426       |
| Eesti Vinni vald 2017        |        | Vinni        | 4 649       |
| Eesti Viru-Nigula vald 2017  |        | Viru-Nigula  | 1 277       |

Comuni soppressi nel 2017
Kunda, Laekvere, Rakke, Rägavere, Sõmeru, Tamsalu, Vihula.

### Läänemaa
| Mappa                        | Stemma | Comune       | Popolazione |
| ---------------------------- | ------ | ------------ | ----------- |
| Eesti Haapsalu linn 2017     |        | Haapsalu     | 9 946       |
| Eesti Lääne-Nigula vald 2017 |        | Lääne-Nigula | 4 036       |
| Eesti Vormsi vald 2017       |        | Vormsi       | 411         |

Comuni soppressi nel 2017
Hanila, Kullamaa, Lihula, Martna, Noarootsi, Nõva, Ridala.

### Pärnumaa
| Mappa                          | Stemma | Comune         | Popolazione |
| ------------------------------ | ------ | -------------- | ----------- |
| Eesti Häädemeeste vald 2017    |        | Häädemeeste    | 2 487       |
| Eesti Kihnu vald 2017          |        | Kihnu          | 686         |
| Eesti Lääneranna vald 2017     |        | Lääneranna     | 5 343       |
| Eesti Põhja-Pärnumaa vald 2017 |        | Põhja-Pärnumaa | 8 230       |
| Eesti Pärnu linn 2017          |        | Pärnu          | 39 620      |
| Eesti Saarde vald 2017         |        | Saarde         | 3 818       |
| Eesti Tori vald 2017           |        | Tori           | 2 246       |

Comuni soppressi nel 2017
Sindi, Are, Audru, Halinga, Koonga, Paikuse, Sauga, Surju, Tahkuranna, Tootsi, Tõstamaa, Varbla, Vändra, Vändra (comune rurale).

### Põlvamaa
| Mappa                  | Stemma | Comune | Popolazione |
| ---------------------- | ------ | ------ | ----------- |
| Eesti Kanepi vald 2017 |        | Kanepi | 2 431       |
| Eesti Põlva vald 2017  |        | Põlva  | 9 407       |
| Eesti Räpina vald 2017 |        | Räpina | 4 611       |

Comuni soppressi nel 2017
Ahja, Kõlleste, Laheda, Mikitamäe, Mooste, Orava, Valgjärve, Vastse-Kuuste, Veriora, Värska.

### Raplamaa
| Mappa                    | Stemma | Comune   | Popolazione |
| ------------------------ | ------ | -------- | ----------- |
| Eesti Kehtna vald 2017   |        | Kehtna   | 4 360       |
| Eesti Kohila vald 2017   |        | Kohila   | 6 933       |
| Eesti Märjamaa vald 2017 |        | Märjamaa | 6 433       |
| Eesti Rapla vald 2017    |        | Rapla    | 9 125       |

Comuni soppressi nel 2017
Juuru, Järvakandi, Kaiu, Käru, Raikküla, Vigala.

### Saaremaa
| Mappa                    | Stemma | Comune   | Popolazione |
| ------------------------ | ------ | -------- | ----------- |
| Eesti Muhu vald 2017     |        | Muhu     | 1 823       |
| Eesti Ruhnu vald 2017    |        | Ruhnu    | 127         |
| Eesti Saaremaa vald 2017 |        | Saaremaa | 31 091      |

Comuni soppressi nel 2017
Kuressaare, Kihelkonna, Lääne-Saare, Laimjala, Leisi, Mustjala, Orissaare, Pihtla, Pöide, Salme, Torgu, Valjala.

### Tartumaa
| Mappa                      | Stemma | Comune     | Popolazione |
| -------------------------- | ------ | ---------- | ----------- |
| Eesti Elva vald 2017       |        | Elva       | 5 669       |
| Eesti Kambja vald 2017     |        | Kambja     | 2 557       |
| Eesti Kastre vald 2017     |        | Kastre     | 5 184       |
| Eesti Luunja vald 2017     |        | Luunja     | 4 202       |
| Eesti Nõo vald 2017        |        | Nõo        | 4 109       |
| Eesti Peipsiääre vald 2017 |        | Peipsiääre | 648         |
| Eesti Tartu linn 2017      |        | Tartu      | 93 124      |
| Eesti Tartu vald 2017      |        | Tartu      | 7 194       |

Comuni soppressi nel 2017
Kallaste, Alatskivi, Haaslava, Konguta, Laeva, Meeksi, Mäksa, Piirissaare, Puhja, Rannu, Rõngu, Tähtvere, Vara, Võnnu, Ülenurme.

### Valgamaa
| Mappa                  | Stemma | Comune | Popolazione |
| ---------------------- | ------ | ------ | ----------- |
| Eesti Otepää vald 2017 |        | Otepää | 3 849       |
| Eesti Tõrva vald 2017  |        | Tõrva  | 2 804       |
| Eesti Valga vald 2017  |        | Valga  | 12 452      |

Comuni soppressi nel 2017
Helme, Hummuli, Karula, Palupera, Puka, Põdrala, Sangaste, Taheva, Tõlliste, Õru.

### Viljandimaa
| Mappa | Stemma | Comune       | Popolazione |
| ----- | ------ | ------------ | ----------- |
|       |        | Mulgi        | 7 626       |
|       |        | Põhja-Sakala | 13 806      |
|       |        | Viljandi     | 17 711      |
|       |        | Viljandi     | 8 145       |

Comuni soppressi nel 2017
Mõisaküla, Võhma, Abja, Halliste, Karksi, Kolga-Jaani, Kõo, Kõpu, Suure-Jaani, Tarvastu.

### Võrumaa
| Mappa                   | Stemma | Comune  | Popolazione |
| ----------------------- | ------ | ------- | ----------- |
| Eesti Antsla vald 2017  |        | Antsla  | 3 303       |
| Eesti Rõuge vald 2017   |        | Rõuge   | 2 150       |
| Eesti Setomaa vald 2017 |        | Setomaa | 3 369       |
| Eesti Võru linn 2017    |        | Võru    | 12 167      |
| Eesti Võru vald 2017    |        | Võru    | 4 713       |

Comuni soppressi nel 2017
Haanja, Lasva, Meremäe, Misso, Mõniste, Sõmerpalu, Urvaste, Varstu, Vastseliina.